# 松葉蘭
松葉蘭（まつばらん）は、マツバランの古典園芸植物としての名称である。

## 概説
マツバランは本州南部以南の岩の上などに自生する着生植物で、ヒカゲノカズラ植物門マツバラン科に属する。葉はなく（小さな突起状のものはある）、箒のように枝分かれした枝だけからなる。その奇妙な姿から日本では古くから栽培することがよくあった。その中から、枝振りや模様に特徴のあるものを選んで、名をつけて鑑賞することが古くから行われ、現在も伝えられている。このような古典園芸植物として扱われているものを松葉蘭と呼ぶ。読みはそのままである。箒蘭（ほうきらん）、竺蘭（じくらん）などの名も使われた。

## 歴史
これについてのまとまった文献としては天保7年の「松葉蘭譜」（長生舎主人）があり、120もの品種が挙げられている。このころには他にも松葉蘭に関する専門書が出ている。それらによると、このような栽培はその当時から60-70年遡るとあり、おそらく明和年間より古典園芸植物としての扱いが始まったものと思われる。かなりのブームもあったように語られている。たとえば、天保2年の話として、高級品種を手にいれるのに家と土地とで交換したと言う話が伝わっている。

当時の人気品種の鉢を買い求めて喜んでいた金持ちの家に出入りしていた農民が「それなら家にある」と言うので持って来させると、確かにそれが籠一杯に育っていて、聞くと祖父がどこかから貰ってきたのを庭先に植えていたらこうなったと言う。主人は土地付きの家とそれの交換を申し出、農夫は承諾したと言う。主人はその大株を元に巨万の富を得たとも伝えられている。--『古典園芸植物　種類と作り方』より

明治に入り、世情が落ち着いてくると再び古典園芸熱が高まる。松葉蘭についても明治13年に大阪で「竺蘭見立競」（竺蘭は松葉蘭のこと）が出て、これには69品種が掲載された。明治期には他にもこのような出版物があり、数十種があってそれなりに盛んであったことが知られるが、その後栽培熱はやや下火となり、一部の愛培家の元で保存されるのみであったようである。昭和期になってやや持ち直す。昭和10年代に出版された銘鑑では約60品種が記録される。が、戦争によりいったんこの流れも途絶え、再び注目を受けるようになったのは昭和40年代に入ってからである。その当時で存在した品種は50種ほどである。

## 鑑賞の要点
花も葉もない植物であるから、鑑賞上の特徴は枝振りと色である。胞子嚢のつき方に特徴が出る例もあるが、枝振りに含まれる。
松葉蘭の茎は何年も寿命があるので、大株になると多数の枝を密生した姿となり、見栄えがするので、盆栽的な要素も強い。

### 形
枝の形、枝分かれの様子などに見られる特徴を挙げる。普通は地表から立ち上がった軸は、中程から二又分枝を繰り返し、互いに寄り添って箒状になる。先端の高さはほぼそろっている。
- 棒：茎が丸く、すんなりしている。やや不自然に真っすぐ突っ張って見える。
- 縮緬：個々の枝の、特に基部近くが細かく屈曲する。
- 柳：枝が違いに強く寄り添い、先に向けて横を向き、先端は斜め下を向く。枝垂れ柳の枝振りに似ることから。
- 玉折（たまおれ）：胞子嚢のついた部分で枝が大きく曲がるもの。
- 角（かく）：鹿の角などのように、太く逞しいもの。
- 獅子：枝が大きい角度で広がること。
- 石化：枝が違いに癒着したように平らになるもの
- 九十九（つくも）：分枝がとても多く、先端が細かい枝の集まりになるもの。
- 捻（ひねり）：茎や枝がねじれるもの。
- 髭：針状の葉が目立つもの
- 霊芝（れいし）：枝の先端が丸く巻き込んだもの。石化も見られる。
- 羅紗地：表面に細かなしわがあるもの。
- 折り鶴：枝先がほぼ直角に折れるもの。
- 八重：上記のような芸が、繰り返されるもの。茎の先である形を見せた枝の一部がそのうえに伸びだし、そこで改めてその芸を示す。

### 斑
普通は全株が緑であるが、時に白や黄色の斑入りのものがある。穂かに赤みを帯びる色が出る場合もある。多くは枝先がそのような色になるが、中ほどに斑が出る場合もあり、松葉蘭ではこれを三光という。また、斑の部分がやや透明に感じられるものを透けるという。

## 代表的品種
- 金九十九（きんつくも）：枝先が細かく分かれる。黄色く出芽し、成長すると枝先に赤みを帯びた黄色い斑が深く入る。
- 錦玉（きんぎょく）：金九十九に似て、斑の色は白っぽい黄色。
- 九十九金斑（つくもきんぷ）：中軸、枝が先端に向かって細かく分かれ、その先が短く詰まったようになる。次第に先端に黄色い斑が入る。
- 富士の雪（ふじのゆき）：細軸、形は素直。とても白い斑が入る。古い品種。
- 富岳の虹（ふがくのにじ）：中軸、やや細みでまばらな分枝。斑は始めは白く、次第に黄色や紅、紫など季節の変化で多彩に変わる。

- 水晶楽（すいしょうらく）：細軸で枝先が特に細くなる。株全体が透け、次第に赤みを帯びる。

- 鳳凰柳（ほうおうやなぎ）：太軸で無地、枝先が枝垂れ柳のように垂れる。
- 鳳明竺（ほうめいじく）：細軸無地、分枝が互いに強く密着するように伸び、細い束になる。
- 折鶴（おりづる）：細軸無地の枝が高く伸び、あちこちで石化し、枝先に折り鶴が出る。
- 霊芝角（れいしかく）：中軸、無地、羅紗地を見せる。枝分かれが少ない枝がほぼ直立し、先端が巻き込む。
- 麒麟角（きりんかく）：太くて無地、石化があちこちに見られ、数少ない枝分かれは不規則で大きい角度で出る。
- 八重麒麟（やえきりん）：一年芽に麒麟角と似た枝が出て、二年目にその一部が伸び上がり、やはり同じような枝振りに育つ。
- 福禄寿（ふくろくじゅ）：太くて無地。ほとんど枝分かれせず、単独の枝が直立する。
- 青竜角（せいりゅうかく）：太くて無地、茎は根元で枝分かれし、屈曲しながら伸び上がる。